# Premio Henry Norris Russell
El Premio Henry Norris Russell, (Henry Norris Russell Lectureship) es un premio anual entregado por la Sociedad Astronómica Estadounidense en reconocimiento a una vida de excelencia en investigación astronómica. Henry Norris Russell fue el primer científico premiado con este galardón.

## Premiados
Han sido premiados con esta distinción:
- 1946, Henry Norris Russell
- 1947, Walter Sydney Adams
- 1948, no se entregó
- 1949, Subrahmanyan Chandrasekhar
- 1950, Harlow Shapley
- 1951, Jan Oort
- 1952, no se entregó
- 1953, Enrico Fermi
- 1953, Lyman Spitzer
- 1954, no se entregó
- 1955, Paul Merrill
- 1956, Joel Stebbins
- 1957, Otto Struve
- 1958, Walter Baade
- 1959, Gerard P. Kuiper
- 1960, Martin Schwarzschild
- 1961, William Wilson Morgan
- 1962, Grote Reber
- 1963, William Alfred Fowler
- 1964, Ira S. Bowen
- 1965, Bengt Strömgren
- 1966, Richard Tousey
- 1967, Otto Neugebauer
- 1968, John G. Bolton
- 1969, Eugene Parker
- 1970, Jesse L. Greenstein
- 1971, Fred Hoyle
- 1972, Allan Sandage
- 1973, Leo Goldberg
- 1974, Edwin Salpeter
- 1975, George Herbig
- 1976, Cecilia Payne-Gaposchkin
- 1977, Olin C. Wilson
- 1978, Maarten Schmidt
- 1979, Peter Goldreich
- 1980, Jeremiah P. Ostriker
- 1981, Riccardo Giacconi
- 1982, Bart Bok
- 1983, Herbert Friedman
- 1984, E. Margaret Burbidge
- 1985, Olin J. Eggen
- 1986, Albert Whitford
- 1987, Fred L. Whipple
- 1988, Gerard de Vaucouleurs
- 1989, Icko Iben
- 1990, Sidney van den Bergh
- 1991, Donald Osterbrock
- 1992, Lawrence H. Aller
- 1993, James Peebles
- 1994, Vera Rubin
- 1995, Robert Kraft
- 1996, Gerry Neugebauer
- 1997, Alastair Cameron
- 1998, Charles Townes
- 1999, John Bahcall
- 2000, Donald Lynden-Bell
- 2001, Wallace Sargent
- 2002, George Wallerstein
- 2003, George Wetherill
- 2004, Martin Rees
- 2005, James E. Gunn
- 2006, Bohdan Paczynski
- 2007, David L. Lambert
- 2008, Rashid Sunyaev
- 2009, George W. Preston
- 2010, Margaret J. Geller
- 2011, Sandra M. Faber
- 2012, W. David Arnett
- 2013, Kenneth C. Freeman
- 2014, George Field
- 2015, Giovanni G. Fazio